# Евдокимова, Людмила Викторовна
Людми́ла Ви́кторовна Евдоки́мова (р. 16 января 1967, Чапаевск) — российский литературовед.

## Биография
Людмила Евдокимова родилась 16 января 1967 года в городе Чапаевске Куйбышевской области в семье военнослужащего.
В 1989 году окончила Астраханский государственный педагогический институт имени С. М. Кирова, в 1996 году — аспирантуру Волгоградского государственного университета.
В 1989—1991 годах работала учителем в школе. С 1991 года преподаёт в Астраханском государственном университете.
В 1996 году защитила диссертацию на соискание учёной степени кандидата филологических наук на тему «Мифопоэтическая традиция в творчестве Ф. Сологуба». Доцент кафедры литературы.
Специалист по истории русской литературы начала XX века.
Живёт в Астрахани.

## Преподавательская деятельность
Преподаёт дисциплины: «История русской литературы», «Анализ и интерпретация литературного текста», «Мифопоэтика русской литературы Серебряного века», «Современные проблемы науки и образования», «Художественные методы и литературные направления в современной русской литературе».